# Paul Boiteau
Pour les articles homonymes, voir Boiteau.
Paul Boiteau, né le 25 novembre 1829 dans l'ancien 5e arrondissement de Paris et mort le 11 juin 1886 à Paris 16e, est un magistrat, journaliste, et écrivain français.
Il signait aussi sous le pseudonyme « Paul d'Ambly ».

## Biographie
D’une vieille famille de drapiers d’Angoulême, Paul Boiteau a été élève au lycée Charlemagne où il a fait de brillantes études de 1840 à 1850, obtenant les deux prix d’excellence, en philosophie et en mathématiques accessoires. Entré à l’École normale supérieure pour s'y préparer à l'enseignement de l'histoire, le coup d'État du 2 décembre 1851 et la promulgation du Second Empire, le 14 janvier 1852, l’ont conduit à quitter l’école en 1852 pour refus de serment. Ses convictions politiques lui fermant la carrière universitaire, il a embrassé celle des lettres et publié plusieurs ouvrages, à partir de 1853.
Il a débuté, très jeune, par des essais de critique d’art, avant de se consacrer à des travaux d’érudition et d’histoire littéraire. Introduit par Arsène Houssaye, il a intégré la rédaction de l'Artiste et de la Revue de Paris. Louis de Cormenin, alors rédacteur de la partie littéraire du Moniteur, lui a proposé d'y insérer des variétés d'histoire et d'archéologie. Il a également fourni des articles politiques au journal le Temps, notamment pendant le siège de Paris.
Il a travaillé dans la Revue de l'instruction publique, et pris une part active à la rédaction des volumes de la Bibliothèque des chemins de fer pour laquelle il a rédigé quatre ouvrages : une traduction des Lettres choisies de Lady Montaigu sur la Turquie, Aventures du baron de Treck, les Cartes à jouer et Légendes pour les enfants et un livre sur l'Enseignement de la musique, où il a pris parti pour la méthode Wilhem. En 1857, dans son introduction des Légendes pour les enfants illustrées par Bertall, il parle de la Bibliothèque bleue.
Il a publié dans le Moniteur universel des 3 et 11 janvier 1855, des extraits de lettres de Louvois à Louis XIV sur les travaux de Versailles qui se trouvaient au dépôt de la Guerre.
En 1856, chargé de la rédaction en chef du Courrier de la librairie fondé par Pierre Jannet jusqu'à la fin de l'existence de ce journal, il a annoté, pour la bibliothèque elzévirienne, l’Histoire amoureuse des Gaules de Bussy-Rabutin, qui a été louée par Sainte-Beuve. Il a également édité les Mémoires de Louise d'Épinay.
Il a aussi travaillé pour les premiers volumes  du Journal pour tous.
Esprit curieux, ingénieux, chercheur, ses qualités de lettré et d’écrivain transparaissent dans les éditions qu’il a données. Dès le collège, il avait fait la connaissance de Béranger en lui envoyant des chansons et des vers républicains. Celui-ci l'a pris en amitié et lui a offert de considérer sa maison comme la sienne s'il avait des problèmes d'argent. Ayant été en contact avec Béranger, il a été chargé, après sa mort, de publier ses œuvres posthumes en 1857, et il a pris la défense du poète contre les attaques dans deux publications, Erreurs des critiques de Béranger (1858) et Philosophie et politique de Béranger (1859). L'année suivante, il a édité la Correspondance de Béranger. De 1862 à 1865, il a rédigé seul chaque année une publication intitulée : Almanach de Béranger, comprenant des pièces de poésie, des chansons inédites de Béranger ainsi que des notices scientifiques très bien faites relatives à l’astronomie, aux sciences mathématiques, physiques et naturelles, aux questions d’économie politique : population, budget, répartition de la contribution foncière, etc.
Polémiste, sa brochure politique intitulée En avant !, dans laquelle il recommandait aux patriotes et aux libéraux de s’unir dans une même pensée et d’aller chercher en Italie la gloire et la liberté même, parue le 26 février 1859, a été saisie le jour mème de sa parution et un procès instruit. Il a publié à diverses dates trois autres opuscules politiques : la Situation (1861) ; la Liquidation des chimères (1862) ; Opinion d’un patriote (1870), animés par l’amour de la liberté et de la patrie. Attiré par l’économie politique, il a surtout été connu par ses études de statistique et d’administration. Il a publié, dans ce domaine, État de la France en 1789 (1861) dressant l'inventaire de l'Ancien Régime au moment où la Révolution commence. Les Traités de commerce (1863) et Fortune publique et finances de la France (1865) sont également deux ouvrages importants, qui témoignent de recherches considérables.
Il publie en 1861 la brochure la Situation pour indiquer comment, aux prochaines élections, les diverses fractions du parti libéral et du parti démocratique national devaient agir. Candidat à la députation comme candidat indépendant et libéral dans le département de la Charente, en 1863, il n'a obtenu qu'un petit nombre de voix.
En 1864, il a collaboré dans le Journal des économistes où il publié de nombreux articles. Il y traite spécialement les questions de finances de l'État. Il publie Les traités de commerce (1863), Fortune publique et finances de la France (1865).
En 1866, il a fait partie d'un comité d'études qui, sous la présidence de Jules Favre, s'est occupé d'un projet de refonte du Code civil. Il a également été associé aux travaux du jury international de l'Exposition universelle de 1867. Sur proposition de Michel Chevalier, il a été désigné pour rédiger le rapport de la classe VI, Imprimerie et Librairie.
Nommé sous-préfet par Thiers en 1871, il a résigné ses fonctions après les élections présidentielles du 24 mai 1873, qui portent le très légitimiste Mac Mahon à la présidence de la nouvelle République, et il est entré au Journal des Débats, publia durant plus de dix années une série d’articles sur la question, alors fort agitée, des chemins de fer. En 1876, il a commencé à rendre compte quotidiennement des débats parlementaires de la Chambre.
Lors de l’épuration du conseil d’État de 1879 des éléments bonapartistes, consécutif à la victoire des Républicains aux élections sénatoriales du 5 janvier 1879 dans les deux chambres du Parlement, il est nommé maître des requêtes. Son réel mérite, son immense savoir, sa puissance de travail, l’originalité et la vivacité de son esprit ont été appréciés dans ce grand corps d’État, où sa place était marquée.
Chargé de l’article « Budget » pour le Dictionnaire des finances, il se livrait, depuis quatre ans, à un travail de bénédictin ruineux pour sa santé, ayant été amené à donner à son étude des proportions imprévues nécessitant des recherches et des calculs considérables, lorsque la mort l’a terrassé en quelques minutes.

## Publications

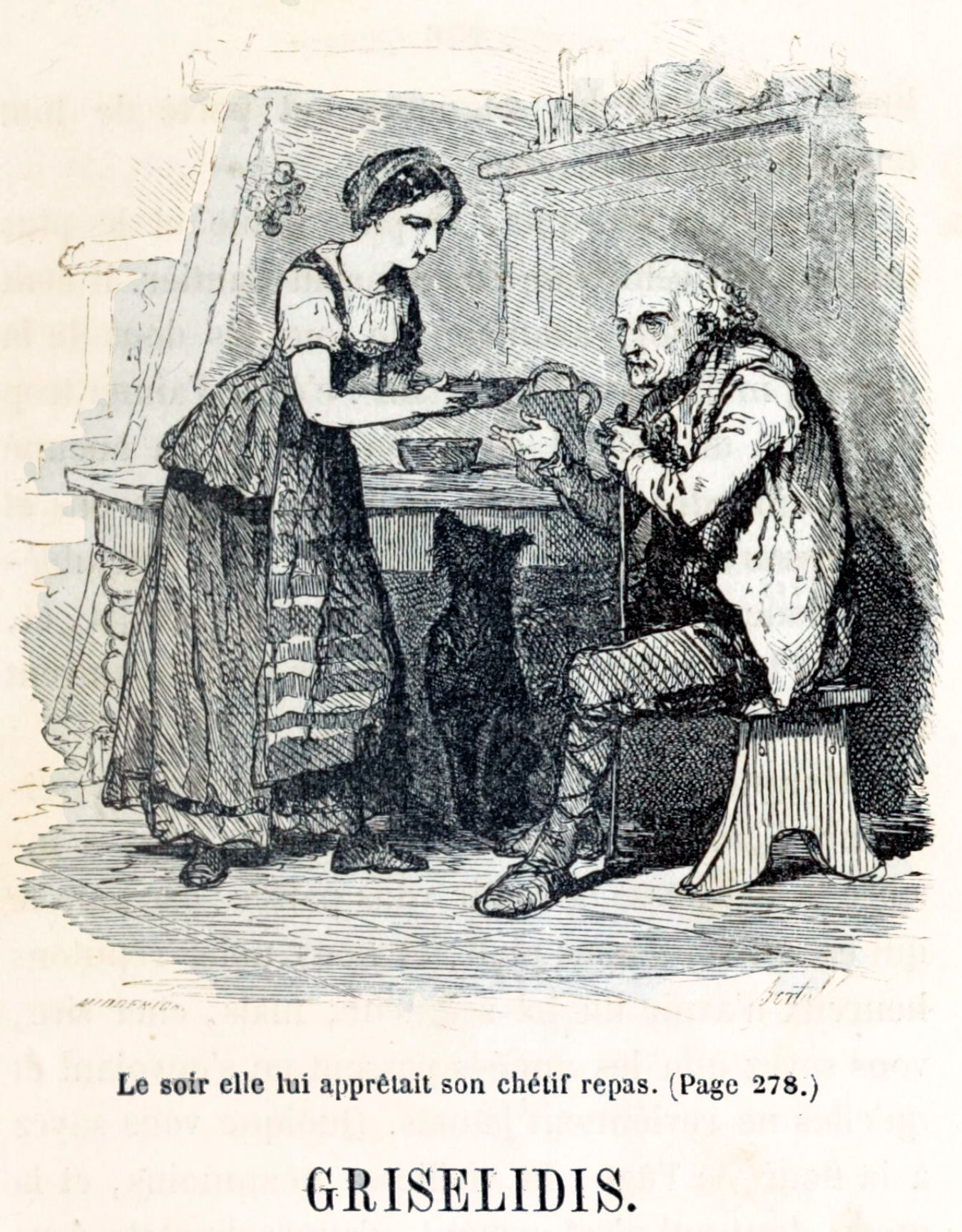
La Légende de Griselidis illustrée par Bertall, 1857.

- Aventures du baron de Trenck d'après ses mémoires, Paris, Hachette, 1853 (lire en ligne sur Gallica).
- Lettres choisies de Lady Montague, traduction, Paris, Hachette, 1853
- Les Cartes à jouer et la cartomancie, Paris, L. Hachette, 1854 (lire en ligne).
- Album de l'Exposition universelle, 1855.
- Erreurs des critiques de Béranger, Paris, Rançon et Cie, 1858.
- Philosophie et politique de Béranger, Paris, Perrotin, 1859 (lire en ligne sur Gallica).
- Correspondance de Béranger, t. 1, Paris, Garnier frères, 1860 (lire en ligne sur Gallica), tome 2 sur Gallica, tome 3 sur Gallica, tome 4 sur Gallica.
- L'Équité de M. Pelletau, Paris, Perrotin, 1860 (lire en ligne).
- De l'enseignement populaire de la musique, Paris, F. Didot frères, fils et Cie, 1860 (lire en ligne sur Gallica).
- Légendes pour les enfants arrangées par Paul Boiteau, Paris, Hachette, 1861 (lire en ligne sur Gallica).
- Vie de Béranger, 1780-1857, Perrotin libraire-éditeur, Paris, 1861.
- La Situation, Paris, Perrotin, Paris, 1861 (lire en ligne sur Gallica).
- État de la France en 1789, Paris, Perrotin, 1861 (lire en ligne).
- Les Traités de commerce : Texte de tous les traités en vigueur, notamment des traités conclus avec l'Angleterre, la Belgique, la Prusse (Zollverein) et l'Italie, avec une introduction historique et économique, des renseignements sur les monnaies, les mesures, les douanes, les usages et un catalogue alphabétique des principaux articles tarifés dans les divers pays du monde, Paris, Guillaumin et Cie, 1863 (lire en ligne sur Gallica).
- Les Finances de la ville de Paris, Paris, Guillaumin et Cie, 1865
- Fortune publique et finances de la France, t. 1, Paris, Guillaumin et Cie, 1866 (lire en ligne sur Gallica ], tome 2 sur Gallica).
- Opinion d'un patriote, Paris, Pagnerre, 1870 (lire en ligne sur Gallica).
- Le Régime des chemins de fer français : Principes et application, 1873 (lire en ligne),